# Матрикс: Ускрснућа
Матрикс: Ускрснућа (енгл. The Matrix Resurrections) је амерички научнофантастични акциони филм из 2021. године у режији Лане Вачауски. Наставак је филма Матрикс 3 (2003) и четврто је остварење у серијалу Матрикс. Кијану Ривс, Кари-Ен Мос, Ламберт Вилсон и Џејда Пинкет Смит понављају своје улоге из претходних филмова, док нове улоге тумаче Јахја Абдул-Матин II, Џесика Хенвик, Џонатан Гроф, Нил Патрик Харис, Пријанка Чопра и Кристина Ричи.
Смештен шездесет година након догађаја из претходног филма, филм прати Неа, који живи наизглед обичним животом под својим оригиналним идентитетом као Томас А. Андерсон у Сан Франциску, али када му нова верзија Морфијуса понуди црвену пилулу и поново му представи свет Матрикса, који је постао безбеднији и опаснији у годинама од инфекције Смитом, Нео се придружује групи побуњеника у борби против новог непријатеља.
Након изласка трећег филма, сестре Вачауски су негирале могућност четвртог дела, иако су се од тада појавиле гласине о могућем четвртом Матрикс филму и студио је стално исказивао интересовање за оживљавање франшизе, ангажујући Зака Пена да напише нови сценарио након што су Вачаускијеве одбиле сваку понуду за креирање више наставака. Крајем 2019. коначно је најављен четврти филм Матрикса, са Ланом Вачауски која се вратила као редитељка без своје сестре, а потврђено је и да ће Ривс и Мос поновити своје улоге. Снимање је почело у фебруару 2020, али је следећег месеца прекинуто због пандемије ковида 19. Вачаускијева је размишљала о могућности да одложи пројекат и остави филм недовршен, али глумци су инсистирали да га она заврши. Снимање је настављено у августу 2020, а завршено је три месеца касније.
Филм је премијерно приказан 16. децембра 2021. у Торонту, док је широм света изашао 22. децембра исте године. Истовремено је дигитално реализован путем услуге HBO Max. Добио је помешане рецензије од стране критичара, који су похвалили глуму и акционе сцене, али су критиковали сценарио и визуелне ефекте.

## Радња
Томас Андерсон је успешан програмер видео-игара, креатор серије видео-игара Матрикс засноване на његовим нејасним успоменама као Нео. У локалном кафићу, Андерсон наставља да се среће са Тифани, удатом мајком која се не сећа своје прошлости, на којој је Андерсон базирао Тринити, лик у својој игри. Андерсон се понекад бори да одвоји перципирану стварност од снова. Терапеут му преписује плаве таблете за сузбијање ове појаве, које он престаје да узима.
Андерсон користи симулацију која се зове модал, програмски сендбокс креиран за развој ликова из игре. Млада жена по имену Багс сазнаје да модал покреће стари код у петљи, што приказује када је Тринити први пут пронашла Неа унутар Матрикса. Багс открива програм који оличава Морфијуса и ослобађа га пре него што Андерсонов пословни партнер, Смит, може да избрише модал. Након што су открили његову локацију, Багс и Морфијус извлаче Андерсона из Матрикса и сазнају да је Смит заправо агент Смит.
Нео се буди у капсули и примећује Тринити затворену у другој у близини, док га машине које је Багс послала извлаче и транспортују до њеног брода и у људски бастион, Ајо. Тамо се поново среће са Најоби, која објашњава да је прошло шездесет година у стварном свету од рата са машинама. Преживели људи су се удружили са побуњеним машинама које су пребегле како би им се придружиле. Иако Нео жели да спасе Тринити, Најоби се противи и уместо тога га затвара. Багс и чланови њене посаде се противе Најоби и одлучују да помогну Неу да ослободи Тринити.
Након уласка у Матрикс, нагло се суочавају са Смитом и другим програмима у егзилу који желе да се Матрикс врати у претходни облик. У борби која је уследила, Нео успева да победи Смита док му се способности постепено враћају. Они одлазе и лоцирају Тифани, али пре него што Нео успе да разговара са њом, појављује се његов терапеут и имобилише Неа манипулишући временом. Он открива свој идентитет „Аналитичара”, програм дизајниран за проучавање људске психе. Он објашњава да је након што су Нео и Тринити умрли успео да их васкрсне да би их проучавао. Чинећи то, открио је да је потискивање њихових сећања, али њихово држање близу, произвело ефикасни Матрикс који производи снагу, отпорну на аномалије које су довеле до неуспеха претходних итерација. Аналитичар, који је купио време од својих претпостављених, открива да је Неово ослобођење дестабилизовало систем и запретило поновним покретањем Матрикса. Убедио их је да ће се Нео добровољно вратити у своју капсулу како не би довео Тринитин живот у опасност.
Нео и Багс присилно излазе из Матрикса када их други брод, који је послала Најоби, враћа у Ајо. Најоби води Неа код Сати, изгнани програм који је претходно упознао, чије су родитеље убиле машине. Тражећи освету, Сати помаже у осмишљавању плана за ослобађање Тринити. Вративши се у Матрикс, Нео склапа договор са Аналитичарем да ће, ако не успе да убеди Тринити да се присети своје прошлости и добровољно напусти Матрикс, пристати да се врати у своју капсулу. Аналитичар прихвата. Док Нео покушава да убеди Тифани да је део Матрикса, појављује се њена породица која је мами да остане. Она у почетку попушта, али убрзо након тога их одбија, присећајући се свог правог идентитета као Тринити. Док Аналитичар покушава да је убије, Смит интервенише тражећи освету за сопствено заробљавање, што даје Неу, Тринити и осталима времена да побегну. Будући да су последњи извучени, Нео и Тринити су сатерани у ћошак на врху небодера. Држећи се за руке, они скачу надајући се да ће Нео моћи да искористи своју способност летења, али уместо тога Тринити добија ту способност и одводи их на сигурно.
Са Тринитином новооткривеном контролом над Матриксом, обоје се враћају да се суоче са Аналитичарем, који сада заузима покорни став. Саркастично му се захваљују за нови почетак, који намеравају да искористе да преправе Матрикс како им одговара.

## Улоге
| Глумац               | Улога                |
| -------------------- | -------------------- |
| Кијану Ривс          | Томас Андерсон / Нео |
| Кари-Ен Мос          | Тифани / Тринити     |
| Јахја Абдул-Матин II | Морфијус             |
| Џесика Хенвик        | Багс                 |
| Џонатан Гроф         | Смит                 |
| Нил Патрик Харис     | Аналитичар           |
| Пријанка Чопра       | Сати                 |
| Џејда Пинкет Смит    | Најоби               |
| Кристина Ричи        | Гвен де Вер          |
| Ламберт Вилсон       | Меровиџијан          |
| Тоби Онвумер         | Секвоја              |
| Ерендира Ибара       | Лекси                |